# Münchner Kirchenradio
Das MKR - Münchner Kirchenradio ist der Radiosender des katholischen Medienhauses Sankt Michaelsbund, das in Oberbayern auf DAB+ zu empfangen ist und gleichzeitig als Webradio verbreitet wird. Seit 2017 ist das Münchner Kirchenradio auch auf der UKW-Frequenz 92,4 täglich lokal in München mit einer Livestunde zwischen 13 und 14 Uhr zu hören. Das Programm bietet aktuelle Nachrichten, Hintergrundberichte, Denkanstöße und spirituelle Impulse zu Themen und Entwicklungen, die Christen im Erzbistum München und Freising bewegen. Es verbindet Musik mit einem vielfältigen lokalen Wortprogramm, inhaltlich eng mit den anderen Medien-Angeboten des Michaelsbundes verbunden.

## Weitere Aktivitäten
Die Radio-Redaktion des Michaelsbundes beliefert seit 1988 private Radiosender in Bayern und im Erzbistum München und Freising mit Beiträgen. Elf Stationen bekommen regelmäßig aktuelle Berichte, Hintergrundinformationen und Verkündigungen aus dem Bereich Kirche und Religion. Der Michaelsbund handelt dabei auch im Auftrag der Freisinger Bischofskonferenz und des Erzbistums München und Freising.
Folgende Sender werden vom Michaelsbund beliefert: Antenne Bayern, Radio Arabella (München), 95.5 Charivari, Radio Galaxy, BLR GmbH & Co. KG (Radiozulieferer der bayerischen Lokalprogramme), Radio Alpenwelle, Bayernwelle SüdOst, Maximal Radio, Radio Oberland, Radio Charivari Rosenheim und Radio Top FM.

## Empfang
Mit dem Münchner Kirchenradio betreibt der Michaelsbund seit November 2008 ein Webradio auf muenchner-kirchenradio.de und innehalten.de, zu dem am 6. März 2014 im Großraum München ein Sendeplatz auf DAB+ hinzugekommen ist. Ende März 2022 hat der Medienrat der BLM dem MKR die Lizenz für das Sendegebiet „Oberland – Südostoberbayern“ zugesprochen. Damit erweitert sich das Sendegebiet über den Digitalradiostandard DAB+ auf das gesamte Erzbistum München und Freising. Das MKR ist seit Mai 2022 somit über die Kanäle 11C (Ballungsraum München) und 7A (Voralpenland) zu hören. Seit 2017 ist das Münchner Kirchenradio auch auf der UKW-Frequenz 92,4 täglich lokal in München mit einer Livestunde zwischen 13 und 14 Uhr zu hören.